# Ronald MacDonald (Leichtathlet)

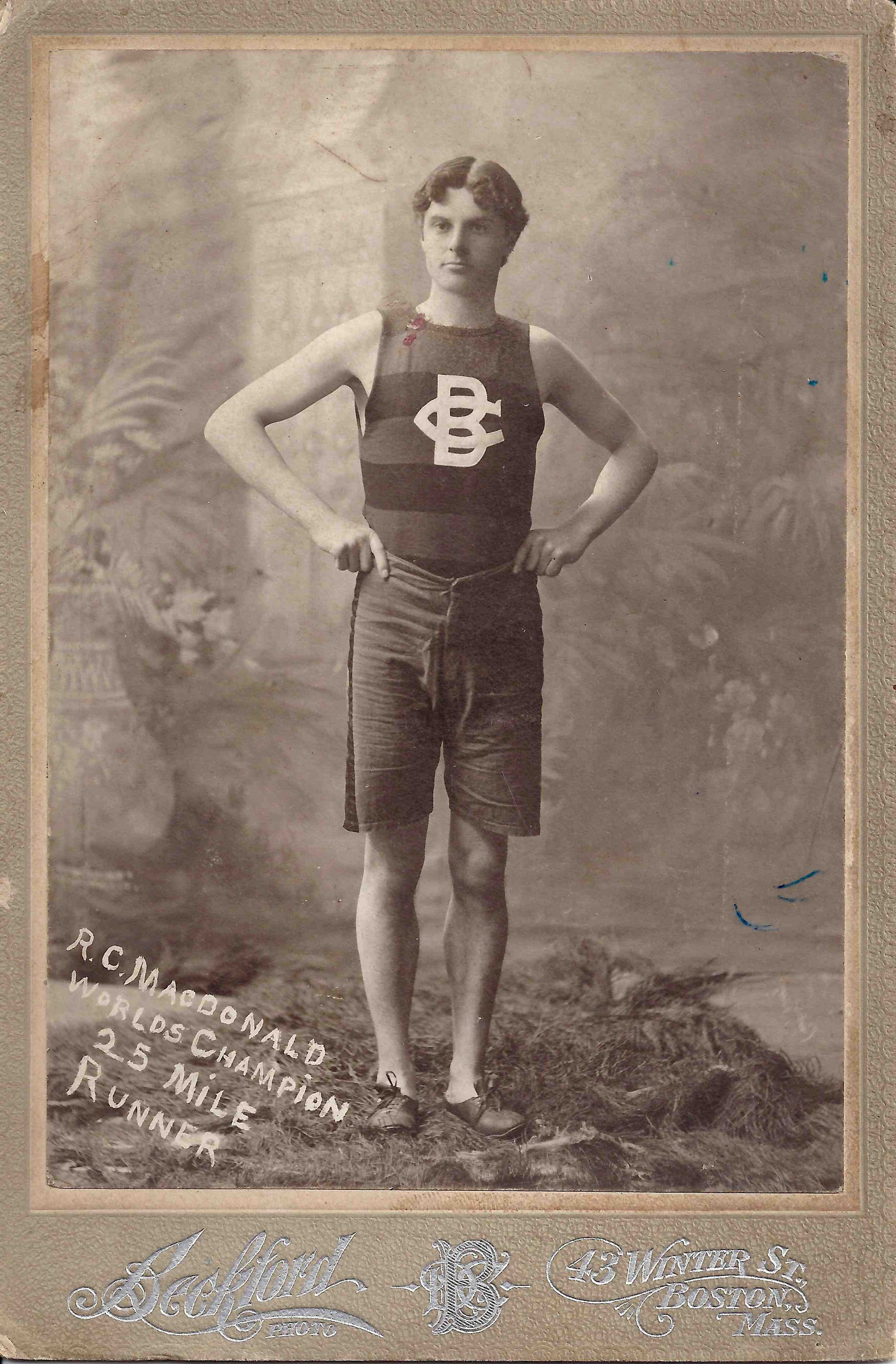
Ronald MacDonald 1898

Ronald John MacDonald (* 30. März 1874 in Antigonish, Nova Scotia; † 3. September 1947) war ein kanadischer Marathonläufer.
1898 gewann er den Boston-Marathon. Er benötigte für die etwa 38,5 Kilometer lange Strecke zwei Stunden und 42 Minuten.
Beim Marathon der Olympischen Spiele 1900 in Paris war er der siebte und letzte von 13 gestarteten Läufern, der im Ziel registriert wurde. Wie auch andere ausländische Athleten beklagte er sich über die Organisation und äußerte die Vermutung, dass die einheimischen Teilnehmer den Kurs abgekürzt hätten.